# Uticaj naftne industrije na životnu sredinu
Uticaj nafte na životnu sredinu se često opisuje kao negativan zbog toga što je nafta toksična za skoro sve oblike života kao i zbog toga što može uticati na klimatske promene. Nafta se prožima kroz praktično sve aspekte današnjeg života, naročito kada je u pitanju transport i grejanje domova i drugih objekata.

## Toksičnost
Sirova nafta je mešavina različitih vrsta organskih jedinjenja, od kojih su mnoga izuzetno toksična i kancerogena (mogu da izazovu pojavu raka). Nafta je ‚‚akutno smrtonosna" za ribe, ili drugim rečima, nafta ubija ribe brzo pri koncentraciji od 4000[ppm]). Sirova nafta i naftni derivati dovode do malformacija (urođenih poremećaja).
Benzen se nalazi u sirovoj nafti i benzinu i poznato je da može da prouzrokuje leukemiju kod ljudi. Takodje je poznato da ovo jedinjenje može i da smanji broj belih krvnih zrnaca kod ljudi, što dovodi do smanjene otpornosti na infekcije. Istraživanja i studije su pokazale da izloženost benzenu u periodu od 5 do 15 godina može da prouzrokuje čitav niz bolesti, od neizlečive leukemije do Hodžkinove bolesti i drugih oboljenja krvi i imunog sistema.

## Izduvni gasovi
Kada nafta ili naftni derivati sagorevaju, proces sagorevanje nije kompletan. To znači da se pri tom procesu, osim vode i ugljen-dioksida, stvaraju dodatna jedinjenja koja su toksična. Primeri ovih jedinjenja su ugljen-monoksid i metanol. Osim toga, čestice čađ zagađuju pluća ljudi i životinja i dovode do srčanih problema ili čak smrti jer je čađ kancerogena.

### Kisele kiše
Glavni članak: Kisele kiše
Visoke temperature koje se stvore prilikom procesa sagorevanja nafte dovode do oksidacije azota koji se nalazi u vazduhu u blizini pri čemu se stvara azotsuboksid, koji se zajedno sa sumpor-dioksidom iz sumpora iz nafte, meša sa vodom u atmosferi i dovodi do kiselih kiša. Kisele kiše obično su kobne za drveće, jezera i život u njima.
Kisele kiše dovode do ubrzane korozije mašinerije i dovode do postepenog propadanja arheoloških nalazišta kao što su mermerne ruševine u Rimu i Grčkoj.

## Klimatske promene
Glavni članak: Uzrok nedavnih klimatskih promena
Sagorevanje velikih količina nafte dovodi do stvaranja velikih količina ugljen-dioksida koji zadržava toplotu u našoj atmosferi. Takođe, neka organska jedinjenja, kao što je na primer metan koji se oslobađa prilikom bušenja nafte, zadržava toplotu puno efikasnije od ugljen-dioksida. Čađ sprečava sunce da dopre do zemlje, što može dovesti do hlađenja zemljine atmosfere.

## Naftne mrlje
Naftne mrlje predstavljaju još jedan oblik zagađenja životne sredine i one nastaju kada se nafta prolije u životnu sredinu, naročito vodenu površinu. Termin naftne mrlje se najčešće koristi u slučaju kada se nafta prolije u okean ili priobalne vode, međutim mrlje se mogu pojaviti i na kopnu. Najčešće su posledica izlivanja sirove nafte iz tankera, naftnih platformi i bušotina. Naftnim mrljama se takođe smatraju i mrlje od rafinisanih naftnih proizvoda (kao što je benzin, dizel) i njihovi nusproizvodi, mrlje od teških goriva koje koriste veliki brodovi ili mrlje od bilo kakvih otpadnih ulja.
U najveće naftne mrlje se ubrajaju požar na kuvajtskim naftnim poljima (Kuwaiti oil fires), Lakeview Gusher, naftni požari za vreme Zalivskog rata i naftna mrlja u Meksičkom zalivu. Prolivena nafta prodire do kože ptica i sisara, čime ograničava njihovu sposobnost da se zaštite od različitih promena temperature i umanjuje njihovu sposobnost da plutaju na vodi. Čišćenje i oporavak od naftnih mrlja je težak proces i zavisi od mnogo faktora. Neki od tih faktora su vrsta prolivene nafte, temperatura vode (koja utiče na isparavanje i biodegradaciju), i tip obale i plaže. Proces čišćenja može da potraje nedeljama, mesecima ili čak godinama.

### Ispariva organska jedinjenja
Ispariva organska jedinjenja (VOC) su gasovi ili isparenja koje emituju čvrsta tela ili tečnosti, od kojih većina ima negativan uticaj i na zdravlje ljude i na životnu sredinu. Posledice mogu biti i kratkotrajne i dugoročne. Ispariva organska jedinjenja iz nafte su toksična i zagađuju vazduh dok su neka kao što je benzen izuzetno toksična, karcinogena i izazivaju oštećenja DNK strukture. Benzen čini 1% sirove nafte i benzina i nalazi se u izduvnim gasovima koje stvaraju motorna vozila. Međutim, više treba da zabrinjavaju isparenja iz dizela i sirove nafte koja su alifatična, ispariva jedinjenja. Iako su manje toksična od jedinjenja kao što je benzen, mogu da izazovu zdravstvene probleme jer ih ima u ogromnim količinama čak i kad je količina benzena u vazduhu relativno mala. Ova jedinjenja se ponekad kolektivno nazivaju - Ukupan petrolej hidrokarbon (TPH).

### Otpadna ulja
Otpadna ulja se definišu kao sintetička ulja ili ulja na bazi nafte koja su zbog kontaminacije (najčešće uzrokovane upotrebom) postala nepodobna za svrhu za koju su se prvobitno koristila jer u sebi imaju tragove nečistoće ili više ne služe svrsi. Neki od primera ovakvih ulja su iskorištena ulja kao što je hidraulično ulje, ulje iz menjača i kočnica, motorno ulje, turbinsko ulje, maziva i sintetičko ulje. Mnogi od problema koji su vezani sa naftu postoje i kad je u pitanju otpadno ulje. Kada otpadno ulje iz vozila dospe na ulice i puteve, ono stigne do nivoa podzemnih voda pri čemu zagađuje i zemljište i vodu za piće. Kiše takođe prenose otpadna ulja do reka i okeana pri čemu ih zagađuju.

## Ublaživanje negativnih posledica

### Konzervacija i postepeno izbacivanje iz upotrebe
- Donositi zakone da se u potpunosti prekine sa upotrebom nafte (petnaestogodišnji plan Švedske)[9].
- Iskoristiti naftu efikasnije korišćenjem bolje tehnologije.

### Zamena nafte drugim izvorima energije
- Korišćenje čistijih izvora energije kao što je zemni gas i biodizel, posebno u osetljivim oblastima kao što su gradovi velike populacije.

### Korišćenje biomase umesto nafte
- Kaže se da se bilo šta što se pravi od nafte može napraviti i od celuloze, tačnije od vlaknastih delova biljaka, na primer od konoplje.
- Plastika se može praviti od celuloze umesto nafte.
- Lubrikanti kao što je motorno ulje i maziva mogu da se prave od biljaka i životinjske masti.

### Sigurnosne mere
- Smanjiti rizik od naftnih mrlja.
- Obezbediti podnu podlogu na benzinskim pumpama tako da kapljice ulja i benzina ne mogu da stignu do nivoa podzemnih voda.

## Spoljašnje veze
- Information about petroleum spills in water from the State of New Department of Environmental Protection
- Safety Data Sheet -- Crude Oil (fscimage.fishersci.com) Архивирано на веб-сајту  (22. септембар 2021)
- Beyond Katrina: Disaster on the Gulf Coast Continues Архивирано на веб-сајту  (13. октобар 2019) --- 2010 Gulf of Mexico Oil Spill News, Information & Resources, 2008 Mississippi River Oil Spill Coverage